# Mal'ta
Mal'tae (Мальта in russo) è un importante sito archeologico nei pressi dell'omonimo villaggio nel distretto di Usol'skij nell' Oblast' di Irkutsk nella Siberia Russa.
Il sito, che dista un centinaio di chilometri dal sito archeologico di Buret’, è associato alla Cultura di Mal'ta-Buret'.

## Scoperta
Le prime notizie del sito risalgono al febbraio del 1928, quando il Museo delle Tradizioni locali di Irkutsk ricevette una segnalazione secondo cui nel villaggio di Mal'ta, erano stati rinvenuti un gran numero di fossili animali. Nel corso di scavi su piccola scala, un giovane impiegato del museo locale, M.M. Gerasimov, rinvenne una particolare raccolta di ossa di mammut e renna e di utensili in pietra. Gerasimov effettuò scavi in questo sito tra il 1929 e il 1934 e tra il 1956 e il 1957.

## Descrizione
Mal'ta è un sito archeologico dove sono stati scoperti migliaia di reperti archeologogici, oltre ai resti fossili del cosiddetto bambino di Mal'ta, lo scheletro di un giovane ominide della specie Homo sapiens di circa 3-4 anni di età, vissuto 22 000 anni dal presente (BP - Before Present in inglese).
La principale collezione è quella scoperta durante gli scavi condotti da Gerasimov, rappresentata da molti reperti di un'industria litica di tipo Gravettiano, con oggetti in pietra e avorio recuperati da circa 15 strutture abitative, tutte databili tra 23 000 e 19 000 anni BP. Oltre alle statuette antropomorfe, la collezione Mal'ta contiene oltre 800 manufatti in avorio e osso, tra cui diverse statuette, numerosi pendenti, oggetti con decorazioni ornamentali, braccialetti in avorio e pietra, dischi perforati, perline e placche in avorio incise con la rappresentazione di un mammut e spilli simili a chiodi nello stesso contesto archeologico.
Le abitazioni ritrovate nel sito sono sia del tipo fuori terra, che del tipo semi-sotterranea, di forma arrotondata e quadrangolare. Durante la costruzione, le fondamenta delle abitazioni sono state rivestite con lastre di calcare e zanne disposte verticalmente, teschi di mammut e altre ossa di animali di grandi dimensioni, principalmente di mammut, rinoceronti e bisonti. Il tetto, fatto di corna di renna, era ricoperto di pelli di animali selvatici. 
I ricercatori hanno trovato più di due dozzine di statuette femminili realizzate con zanne di mammut e corna di renna. Rispetto alle analoghe statuette europee, quelle maltesi sono aggraziate, hanno il volto modellato e alcune mostrano quella che pare un'acconciatura. Alcune statuette sono ricoperte di ornamenti che, secondo i ricercatori, riproducono abiti di pelliccia.